# 성 게오르기우스 리본

성 게오르기우스 리본의 패턴은 불과 화약을 나타낸다. 또는 원래 러시아 제국의 국장에서 유래되었다고도 본다 (검은 독수리와 금색 배경).

성 게오르기우스 리본(聖 ~ , 러시아어: Георгиевская ленточка 게오르기옙스카야 렌토치카[*], Georgiyevskaya lentochka)은 현대 러시아 연방에서 가장 잘 알려지고 존중받는 군(軍)의 상징 중 하나이다. 도안은 검은색 세 줄과 오렌지색 두 줄의 패턴으로 이루어져 있다.
성 게오르기우스 리본은 옛 러시아 제국, 소련과 현대 러시아에 이르기까지 많은 고급 훈장의 도안에 나타나고 있다. 러시아 연방에서 부활된 성 게오르기우스 훈장과 성 게오르기우스 십자 메달을 비롯, 소련의 영예훈장에도 나타난다. 또한 러시아 애국주의의 상징으로도 사용되며, 제2차 세계 대전 관련 기념식에도 자주 등장한다.
우크라이나에서도 2014년 유로마이단 이전까지는 성 게오르기우스 리본이 존중되었으나, 유로마이단 이후 우크라이나 특히 남동부 지역에서는 안티마이단 관련 운동가들과 러시아 민족주의의 상징으로 사용되었다. 또한 이 리본은 준군사 조직인 돈바스 인민군의 구성원들이 패용(佩用)한다. 반면 유로마이단 활동가들은 성 게오르기우스 리본을 "콜로라도 리본"이라고 비하하기도 하는데, 콜로라도감자잎벌레의 색깔과 비슷하기 때문이다.

## 갤러리

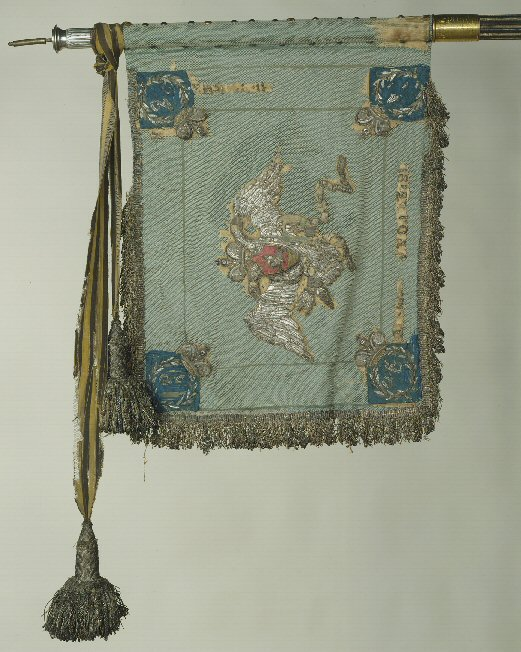
러시아 제국 흉갑기병 연대 인명 구조원들이 사용한 성 게오르기우스 군기 (1817년)
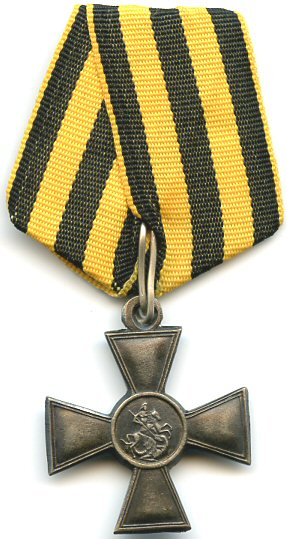
러시아 제국 성 게오르기우스 십자 3등급 훈장 (1807년~1917년)
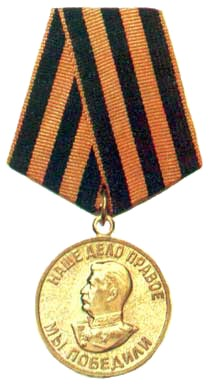
"1941년-1945년 대조국 전쟁에 있어서 독일과의 전쟁에서의 승전에 대한" 소련의 메달
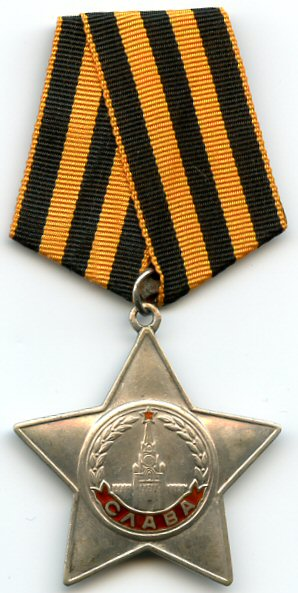
소련 3등급 영예훈장
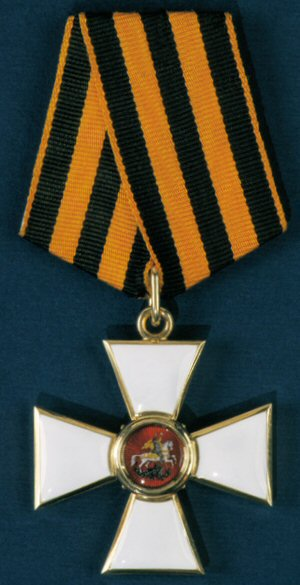
러시아 연방 성 게오르기우스 4등급 훈장
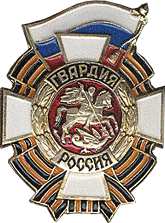
러시아 연방군의 수호자 배지
성 게오르기우스 리본. 승리의 날을 기념하기 위해 착용한다.
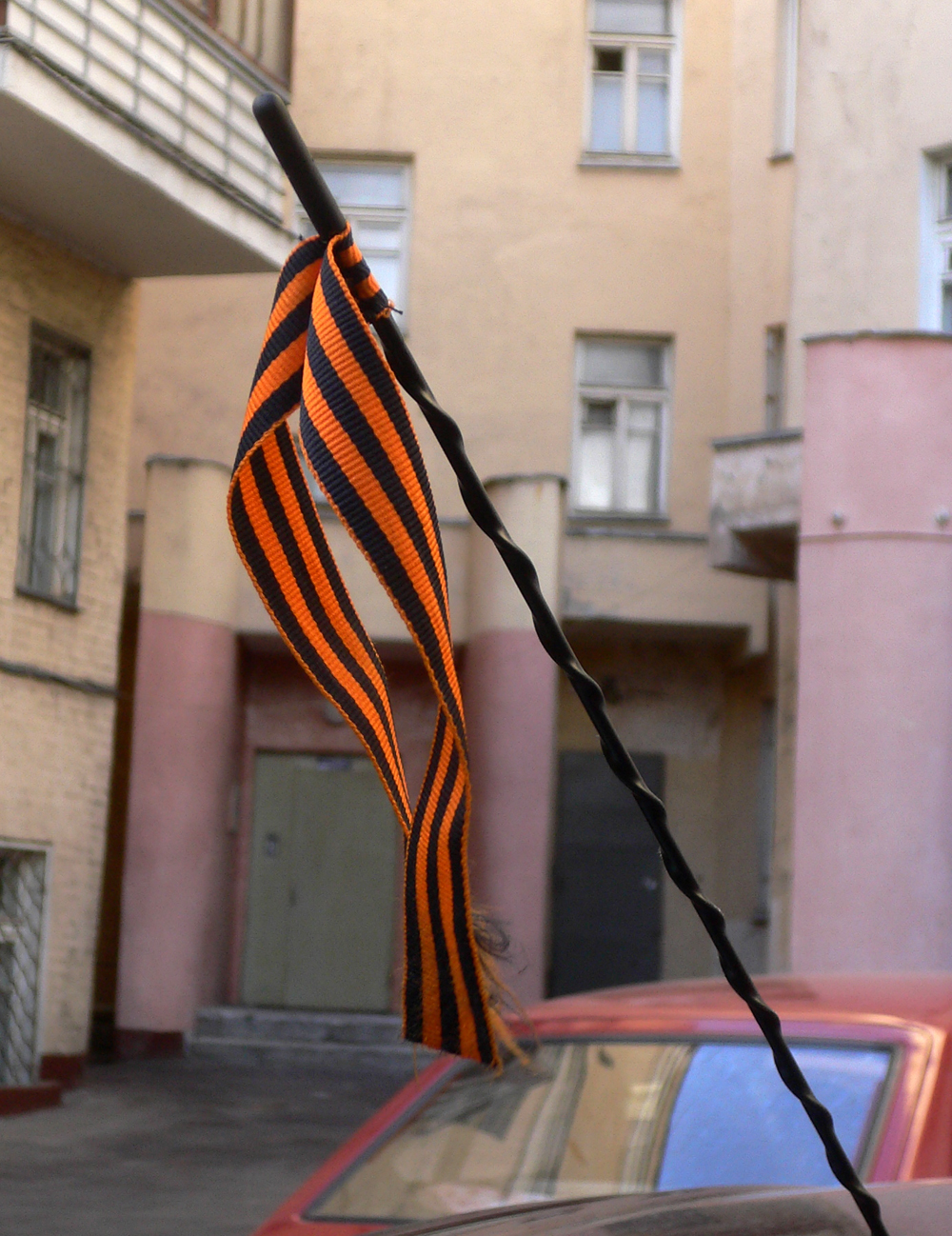
차량 안테나에 걸린 성 게오르기우스 리본 (2008년 5월 모스크바)
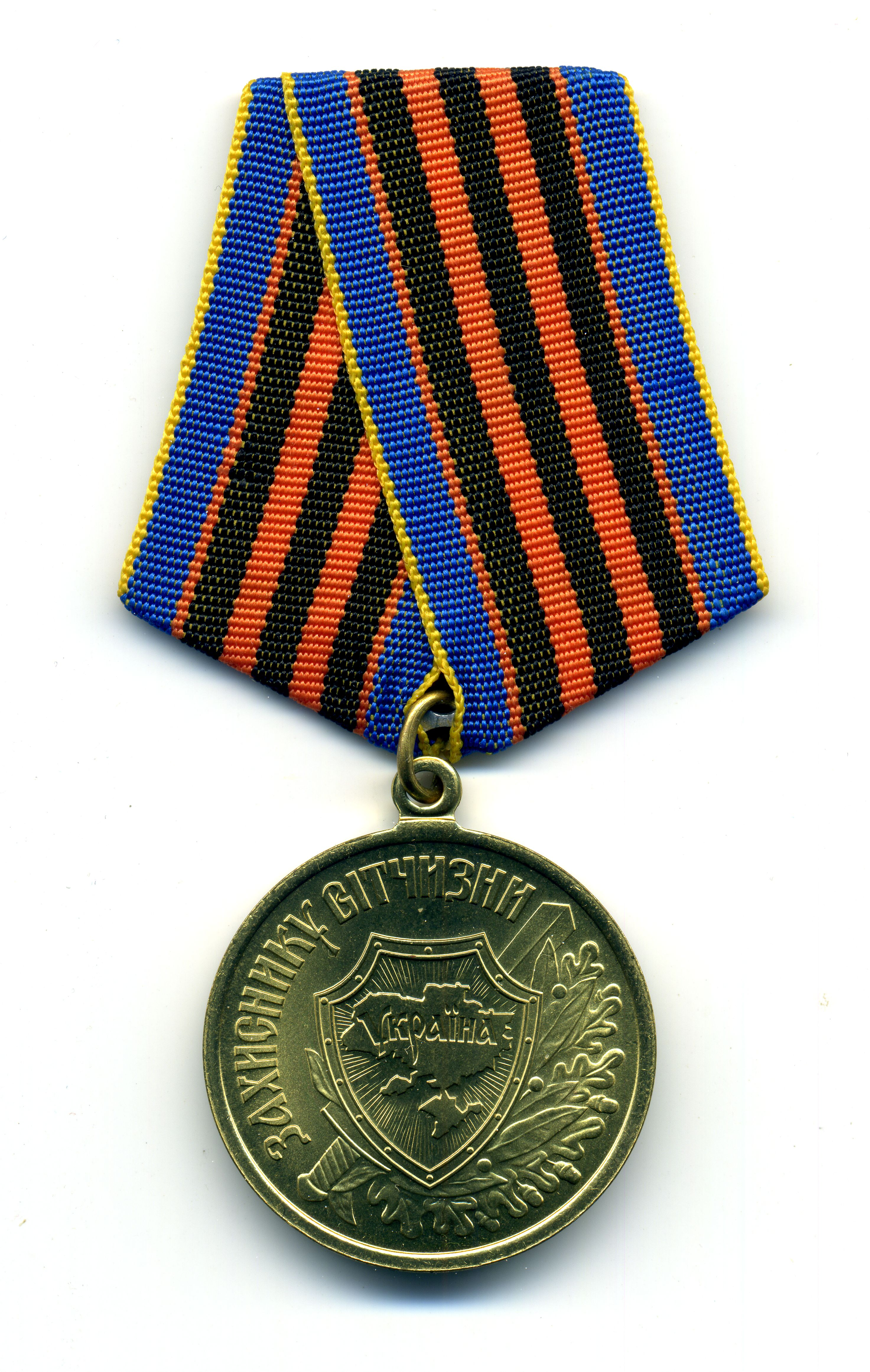
우크라이나의 조국수호자 기념메달 (1999년 제정, 2015년 폐지)
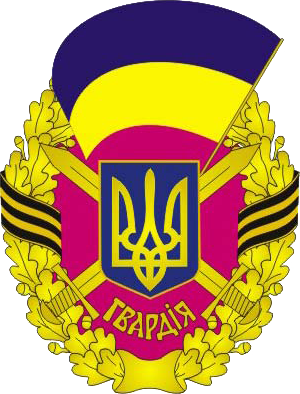
우크라이나군 친위부대(гвардия)의 배지 (2005년 제정, 2016년 폐지)
성 게오르기우스 리본 깃발. 2014년 이후 우크라이나에서 친러 시위대들이 주로 사용한다.

## 같이 보기
- Z (군사 기호)